# 幸楽町
幸楽町（こうらくちょう）は、愛知県名古屋市昭和区の地名。

## 歴史

### 沿革
- 1931年（昭和6年）4月1日 - 中区御器所町の一部により、同区幸楽町として成立[1]。
- 1937年（昭和12年）10月1日 - 昭和区成立に伴い、同区幸楽町となる[1]。
- 1941年（昭和16年）8月15日 - 一部が山脇町に編入される[4]。
- 1972年（昭和47年）8月1日 - 鶴舞三丁目および同四丁目に編入され消滅[1]。